# Miranda Richardson
Miranda Jane Richardson (ur. 3 marca 1958 w Southport) – angielska aktorka filmowa, telewizyjna i teatralna.

## Życiorys
Jest młodszą córką Williama Alana Richardsona i Marian Georgina Townsend. Ma starszą siostrę Leslie (ur. 1949). Rozmyślała o zawodzie weterynarza. W 1975 roku ukończyła szkołę średnią dla dziewcząt w Southport, gdzie ujawniła swój talent aktorski występując w szkolnych przedstawieniach. Studiowała dramat w Bristol Old Vic Theatre School. W 1979 pełniła funkcję asystentki scenicznego menadżera w Library Theatre w Manchesterze. Dwa lata później, w 1981 roku związała się z Queens Theatre w Londynie. Na dużym ekranie po raz pierwszy wystąpiła w dramacie Niewinny (The Innocent, 1985) u boku Liama Neesona. Zebrała potem znakomite recenzje za rolę kelnerki Ruth Ellis w nocnym klubie, ostatniej kobiety w Wielkiej Brytanii skazanej na karę śmierci w biograficznym dramacie kryminalnym Mike’a Newella Taniec z nieznajomym (Dance with a Stranger, 1985) z Rupertem Everettem. Kreacja pani Victory, opiekującej się w czasie II wojny światowej młodym chłopcem w ekranizacji powieści Jamesa G. Ballarda Imperium słońca (Empire of the Sun, 1987) w reżyserii Stevena Spielberga głęboko zapadła w pamięci widzów.
Zagrała postać królowej Elżbiety I w serialu komediowym BBC Czarna Żmija 2 (Blackadder II, 1986) z Rowanem Atkinsonem. Rola Ingrid Fleming, zdradzanej żony brytyjskiego polityka w melodramacie Skaza, 1992 u boku Jeremy’ego Ironsa i Juliette Binoche przyniosła jej nagrodę nowojorskich i londyńskich krytyków i Brytyjskiej Akademii Filmowej (BAFTA) oraz nominację do nagrody Oscara i Złotego Globu. Za kreację Rose Arbuthnot w dramacie o miłości i przemijaniu Mike’a Newella Czarowny kwiecień (Enchanted April, 1992) oraz postać amerykańskiej dziennikarki Charlie Maguire w telewizyjnym dramacie wojennym sci-fi HBO Vaterland – Tajemnica III Rzeszy (Fatherland, 1994) odebrała nagrodę Złotego Globu. Kolejnym sukcesem była postać terrorystki z IRA zaślepionej własnymi potrzebami erotycznymi w zaskakującym melodramacie Neila Jordana Gra pozorów (The Crying Game, 1993). Za rolę chorej psychicznie żony wielkiego poety angielskiego (Willem Dafoe), która swe życie zakończyła w domu wariatów w biograficznym dramacie Tom i Viv (Tom & Viv, 1994) była ponownie nominowana do nagrody Oscara i Złotego Globu. Zapamiętana została przez najmłodszych telewidzów w roli złej królowej Elspeth i okrutnej macochy tytułowej bohaterki w telewizyjnej adaptacji baśni Hallmark/ABC Królewna Śnieżka (Snow White, 2001).

## Filmografia
- Taniec z nieznajomym (Dance with a Stranger, 1985), jako Ruth Ellis
- serial TV Czarna Żmija (Blackadder), serie: II, III i IV (1986–1989) – różne role, m.in. Elżbieta I
- Imperium słońca (Empire of the Sun, 1987), jako pani Victor
- Czarowny Kwiecień (Enchanted April, 1992), jako Rose Arbuthnot
- Gra pozorów (The Crying Game, 1992), jako Jude
- Skaza (1992), jako Ingrid Fleming
- Tom i Viv (1994), jako Vivienne Haigh-Wood, żona T.S. Eliota
- Vaterland - Tajemnica III Rzeszy (Fatherland, 1994), jako Charlie Maguire
- Kansas City (1996), jako Carolyn Stilton
- Merlin (1998), jako Mab oraz pani z Jeziora
- Alicja w Krainie Czarów (1999), jako królowa Kier
- Jeździec bez głowy (Sleepy Hollow, 1999), jako lady Van Tassel
- Spotkanie z Jezusem (The Miracle Maker, 2000), jako Maria Magdalena
- Uciekające kurczaki (Chicken Run, 2000), jako pani Tweedy
- Królewna Śnieżka (Snow White, 2001), jako zła królowa Elspeth, macocha Śnieżki
- Pająk (Spider, 2002), jako Yvonne/pani Cleg/pani Wilkinson
- Godziny (The Hours, 2002), jako Vanessa Bell, siostra Virginii Woolf
- Książę i ja (The Prince and Me, 2004), jako królowa Rosalinda
- Upiór w operze (The Phantom of the Opera, 2004), jako madame Giry
- Harry Potter i Czara Ognia (Harry Potter and the Goblet of Fire, 2005), jako Rita Skeeter
- Zakochany Paryż (Paris, je t'aime, 2006, nowela Bastille), jako kobieta w czerwonym płaszczu
- Provoked: A True Story (2006) jako Veronica Scott
- Koniec świata (Southland Tales, 2006) jako Nana Mae Frost
- Uczeń Merlina (Merlin's Apprentice, 2006) jako królowa Mab
- Puffball (2007) jako Mabs
- Fred Claus, brat świętego Mikołaja (Fred Claus, 2007) jako pani Claus
- Spinning Into Butter (2007) jako Catherine Kenny
- Caitlin (2008) jako Caitlin Thomas
- Młoda Wiktoria (The Young Victoria, 2009) jako księżna Kentu
- Harry Potter i Insygnia Śmierci: część I (Harry Potter and the Deathly Hallows: Part I, 2010) jako Rita Skeeter
- Dobry omen (Good Omens, 2019) jako  madame Tracy